# Copa Espírito Santo de Futebol Feminino de 2013
A Copa Espírito Santo Feminino de 2013 foi a segunda edição da competição de futebol feminino do Espírito Santo. A competição foi organizada pela Federação de Futebol do Estado do Espírito Santo (FES). Com início em 14 de setembro e término em 23 de novembro, contando com apenas quatro equipes.
O Projeto SELC conquista o título reeditando a final do Campeonato Capixaba Feminino de 2013 vencida pelo Comercial.

## Regulamento
Na Primeira Fase as equipes jogam entre si em dois turno e returno, classificando-se as duas melhores equipes para a Fase Final em dois jogos com mando de campo da segunda partida do melhor classificado. O time campeão disputa com o Comercial, campeão do Campeonato Capixaba, a Copa dos Campeões do Espírito Santo para definir o participante na Copa do Brasil Feminina de 2014.

### Critérios de desempate
Os critérios de desempate serão aplicados na seguinte ordem para cada fase:
Primeira Fase
1. Maior número de vitórias
2. Maior saldo de gols
3. Maior número de gols pró (marcados)
4. Confronto direto
5. Menor número de cartões vermelhos
6. Menor número de cartões amarelos
7. Sorteio

Finais
1. Maior saldo de gols nos dois jogos
2. Cobrança de pênaltis

## Participantes
| Clube        | Cidade     | Títulos (último) |
| ------------ | ---------- | ---------------- |
| Anchieta     | Anchieta   | 0 (não possui)   |
| Comercial    | Castelo    | 1 (2011)         |
| Projeto SELC | Serra      | 0 (não possui)   |
| Vila Nova-ES | Vila Velha | 0 (não possui)   |

## Primeira Fase
| Pos | Times         | Pts | J | V | E | D | GP | GC | SG  | Classificação          |
| --- | ------------- | --- | - | - | - | - | -- | -- | --- | ---------------------- |
| 1   | Comercial     | 13  | 5 | 4 | 1 | 0 | 17 | 3  | 14  | Classificado às Finais |
| 2   | Projeto SELC  | 13  | 6 | 4 | 1 | 1 | 17 | 10 | 7   | Classificado às Finais |
| 3   | Vila Nova-ES  | 3   | 5 | 1 | 0 | 4 | 13 | 16 | -3  |                        |
| 4   | Anchieta[ANC] | 3   | 6 | 1 | 0 | 5 | 4  | 22 | -18 |                        |

Obs.:
- ANC^  O Anchieta desistiu da competição na terceira rodada. Assim o clube foi desclassificado da competição. Foi decretada como vencedora a equipe adversária nos jogos que seriam contra o Anchieta, pelo placar de 3 a 0 (W.O.) e os gols computados na tabela.[6]
- A FES cancelou o jogo entre Vila Nova e Comercial válida pela sexta e última rodada.

## Finais
| 10 de novembro | Projeto SELC | 3 – 2     | Comercial | Mata da Serra, Serra |
| 16:00          |              | Relatório |           |                      |

| 23 de novembro | Comercial | 2 – 3     | Projeto SELC | Estádio Independência, Castelo |
| 16:00          |           | Relatório |              |                                |

## Premiação
| Copa Espírito Santo Feminino de 2013 |
| ------------------------------------ |
| Projeto SELC Campeão (2º título)     |